# Simona Kubová
Simona Kubová, nata Baumrtová (Chomutov, 24 agosto 1991), è una nuotatrice ceca.

## Carriera
Kubová è stata una ginnasta fino all'età di tredici anni, finché a causa di una spondilolistesi ha deciso di concentrarsi sul nuoto. Durante la sua carriera giovanile partecipa nel 2005 all'VIII Festival olimpico estivo della gioventù europea e l'anno seguente disputa gli Europei giovanili di Palma di Maiorca 2016. Nel 2008 prende parte a livello senior agli Europei in vasca corta di Fiume terminando 16ª nei 200 m dorso, 29ª nei 50 m dorso, e 32ª nei 100 m dorso. Nel 2009 disputa pure i suoi primi campionati mondiali a Roma, ottenendo come miglior risultato il 15º posto nella semifinale dei 200 m dorso.
Guadagna la sua prima importante medaglia giungendo al terzo posto nei 50 m dorso agli Europei in vasca corta di Eindhoven 2010. Si conferma al terzo posto nei 50 m dorso nell'edizione successiva di Stettino 2011; nel 2012 fa incetta di medaglie: vince dapprima tre medaglie di bronzo in tutte e tre le distanze del dorso agli Europei in vasca corta di Chartres 2012, oltre a un argento conquistato nella staffetta 4 × 50 m misti, e poi ottiene altri due bronzi nei 100 m dorso agli Europei di Debrecen 2012 e ai Mondiali in vasca corta di Istanbul 2012. Vanta inoltre la presenza alle Olimpiadi di Londra 2012 dove raggiunge entrambe le semifinali del dorso, concludendo rispettivamente al 10º posto nei 100 m dorso e al 14º posto nei 200 m dorso.
Nel 2013, Kubová si laurea campionessa europea nei 50 m dorso agli Europei in vasca corta di Herning e ottiene tre secondi posti nei 100 m dorso, nei 200 m dorso, e nella staffetta 4 × 50 m misti. Alla sua seconda esperienza olimpica ai giochi di Rio de Janeiro 2016 gareggia nei 100 m dorso (17º posto), nei 200 m dorso (23º posto), nei 200 m misti (36º posto), e nella staffetta 4 × 100 m misti dove la Repubblica Ceca viene squalificata.

## Vita privata
Nell'agosto 2018 Simona Baumrtová ha sposato il fisioterapista Kryštof Kuba e ne ha acquisito il cognome, cominciando a gareggiare col cognome da sposata Kubová dopo gli Europei di Glasgow 2018. Anche lei si è laureata in fisioterapia presso l'Università Carolina di Praga.

## Palmarès
- Mondiali in vasca corta

Istanbul 2012: bronzo nei 100 m dorso.
- Europei

Debrecen 2012: bronzo nei 100 m dorso.
- Europei in vasca corta

Eindhoven 2010: bronzo nei 50 m dorso.
Stettino 2011: bronzo nei 50 m dorso.
Chartres 2012: argento nella 4 × 50 m misti; bronzo nei 50 m dorso, nei 100 m dorso e nei 200 m dorso.
Herning 2013: oro nei 50 m dorso; argento nei 100 m dorso, nei 200 m dorso e nella 4 × 50 m misti.
- Universiadi

Gwangju 2015: argento nei 200 m dorso.

## International Swimming League
| Stagione 2019 | Stagione 2020    | Stagione 2021   |
| ------------- | ---------------- | --------------- |
| DC Trident    | Tokyo Frog Kings | Energy Standard |